# Ai tư vãn
Ai tư vãn (chữ Hán: 哀思挽) là một tác phẩm trong văn chương Việt Nam, viết bằng chữ Nôm. Người ta tương truyền bài thơ này là do Bắc Cung Hoàng hậu Lê Ngọc Hân viết khóc phu quân là Quang Trung Hoàng đế Nguyễn Huệ.
Theo ý kiến của Thuần Phong đã nói trong sách "Chinh phụ ngâm khúc giảng luận" (do Á Châu xuất bản), bài thơ này có chịu ảnh hưởng bản dịch Chinh phụ ngâm của bà Đoàn Thị Điểm.

## Tác phẩm

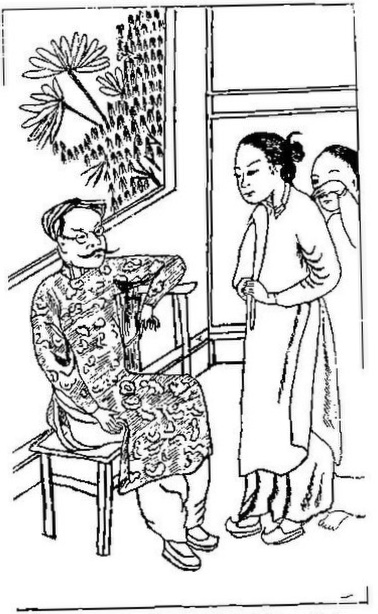

Đây là một tác phẩm văn vần viết theo thể "ngâm", tức song thất lục bát gồm 164 câu, hay đúng ra là 164 dòng.
Từ cờ thắm trỏ vời cõi Bắc,
Nghĩa tôn phò vằng vặc bóng dương,
Rút dây vâng mệnh phụ hoàng,
Thuyền lan, chèo quế thuận đường vu qui.
Trăm ngàn dặm quản chi non nước,
Chữ nghi gia mừng được phải duyên,
Sang yêu muôn đội ơn trên,
Rỡ ràng vẻ thuý, nối chen tiếng cầm.
Lượng che chở, vụng lầm nào kể,
Phận đinh ninh cặn kẽ mọi lời,
Dầu rằng non nước biến dời,
Nguồn tình ắt chẳng chút vơi đâu là.
Lòng đùm bọc thương hoa đoái cội,
Khắp tôn thân cũng đội ơn sang,
Miếu đường còn dấu chưng thường,
Tùng thu còn rậm mấy hàng xanh xanh.
Nhờ hồng phúc, đôi cành hoè quế,
Đượm hơi dương, dây rễ cùng tươi.
Non Nam lần chúc tuổi trời,
Dâng câu thiên bảo, bày lời Hoa phong.
Những ao ước trập trùng tuổi hạc,
Nguyền trăm năm ngõ được vầy vui,
Nào hay sông cạn, bể vùi,
Lòng trời tráo trở, vận người biệt ly!
Từ nắng hạ, mưa thu trái tiết,
Xót mình rồng mỏi mệt chẳng yên!
Xiết bao kinh sợ lo phiền,
Miếu thần đã đảo, thuốc tiên lại cầu.
Khắp mọi chốn đâu đâu tìm rước.
Phương pháp nào đổi được cùng chăng?
Ngán thay, máy Tạo bất bằng!
Bóng mây thoắt đã ngất chừng xe loan!
Cuộc tụ, tán, bi, hoàn kíp bấy!
Kể sum vầy đã mấy năm nay?
Lênh đênh chút phận bèo mây,
Duyên kia đã vậy, thân này nương đâu!
Trằn trọc luống đêm thâu, ngày tối,
Biết cậy ai dập nỗi bi thương?
Trong mong luống những mơ màng,
Mơ hồ bằng mộng, bàng hoàng như say.
Khi trận gió, hoa bay thấp thoáng,
Ngỡ hương trời bảng lảng còn đâu:
Vội vàng sửa áo lên chầu,
Thương ôi, quạnh quẽ trước lầu nhện chăng!
Khi bóng trăng, lá in lấp lánh,
Ngỡ tàn vàng nhớ cảnh ngự chơi:
Vội vàng dạo bước tới nơi,
Thương ơi, vắng vẻ giữa trời tuyết sa!
Tưởng phong thể xót xa đòi đoạn,
Mặt rồng sao cách dán lâu nay!
Có ai chốn ấy về đây,
Nguồn cơn xin ngỏ cho hay được lành?
Nẻo u minh khéo chia đôi ngả,
Nghĩ đòi phen, nồng nã đòi phen!
Kiếp này chưa trọn chữ duyên,
Ước xin kiếp khác vẹn tuyền lửa hương.
Nghe trước có đấng vương Thang, Võ,
Công nghiệp nhiều, tuổi thọ thêm cao;
Mà nay áo vải, cờ đào,
Giúp dân, dựng nước biết bao công trình!
Nghe rành rành trước vua Nghiêu, Thuấn,
Công đức dày, ngự vận càng lâu;
Mà này lượng cả, ơn sâu,
Móc mưa rưới khắp chín châu đượm nhuần.
Công dường ấy mà nhân dường ấy,
Cõi thọ sao hẹp bấy hoá công?
Rộng cho chuộc được tuổi rồng,
Đổi thân ắt hẳn bõ lòng tôi ngươi.
Buồn thay nhẽ! sương rơi, gió lọt,
Cảnh đìu hiu, thánh thót châu sa!
Tưởng lời di chúc thiết tha,
Khóc nào nên tiếng, thức mà cũng mê!
Buồn thay nhẽ! xuân về, hoa ở,
Mối sầu riêng ai gỡ cho xong!
Quyết liều mong vẹn chữ tòng,
Trên rường nào ngại, giữa dòng nào e.
Còn trứng nước thương vì đôi chút,

```
现在突然冷漠、安静！
孤独，谁在乎？
以前明星是那么接近崇拜，
院前风月，楼上生婴，
为什么我们突然就天壤之别了？
快速获取消息是明智之举！
琴键上破损的半步仍能保持良好状态，
孤儿的感觉，无助的感觉！
思虑过多，一时迷茫，
死亡的声音更加催人怜悯！
人脑取代仙境！
夜晚总是在身边，眼睛总是在等待。
望东屋顶，风帆上下，
看到广阔的水域和云彩！
然后东看西：
见山欣喜若狂，见树累赘！
男瞭望员：零星看到燕子！
向北望去：看见千片银雾！
眺望天地四个方向，
```

```
深邃的仙界知道该走哪条路！
```

Chú thích
1. ↑  Công chúa Ngọc Hân với khúc Ai tư vãn[liên kết hỏng]

Ai tư vãn của Ngọc Hân Công chúa